# Ferdinando Porta
Ferdinando Porta (Milano, 1687 – Milano, 1763) è stato un pittore italiano del periodo tardo barocco.

## Biografia
Pittore di rilievo nell'ambito milanese, si formò nel pieno delle correnti barocche di inizio Settecento. Scarse sono le notizie che abbiamo sui primi anni di attività del nostro, fu forse allievo a Bologna di Carlo Cignani, e fu membro, tra il 1716 e il 1748 dell'accademia milanese di San Luca, dove insegnò pittura.
Nell'anno 1733 il Porta affresca, assieme ad Antonio Longone a cui è affidata la decorazione architettonica, l'interno dell'oratorio di Santa Liberata adiacente alla chiesa di San Giovanni sul Muro con due "Virtù di Santa Liberata", "Santa Liberata inginocchiata ai piedi di Maria Vergine" e un quarto affresco posizionato sopra la porta che illustra "San Carlo prostrato innanzi a Gesù Crocifisso".
Tra il 1737 ed il 1738 ottiene una delle commissioni più rilevanti: viene incaricato di affrescare l'Anticappella di San Vittore in Ciel d'Oro della chiesa di Sant'Ambrogio di Milano dove, avvalendosi dell'esperienza acquisita con Giambattista Tiepolo, illustra le Storie di Sant'Ambrogio, i Santi Casto e Polimio e la Gloria di San Vittore sulla volta della cappella, rinquadrati da pitture illusorie di Antonio Longone.
Sebbene forte sia stata l'influenza del Tiepolo (che aveva dipinto gli affreschi della cappella di San Vittore della Chiesa di Sant'Ambrogio, sempre nel 1737) nell'opera di Ferdinando Porta, pur rispettata la medesima robustezza dei risalti plastici e delle riflessioni naturalistiche con cui vengono affrontate le rappresentazioni, non si raggiunge mai la brillantezza cromatica del maestro veneziano. 
Poco tempo dopo spostò la propria attività a Corbetta, a Palazzo Brentano, ove affrescò alcuni soffitti con temi a scene mitologiche, collaborando con pittori come Mattia Bortoloni e Giovanni Angelo Borroni, coi quali dipinse anche a Palazzo Dugnani a Milano. Degli stessi sono la pala raffigurante il Beato Alessandro Sauli (1741), nella sacrestia della chiesa di santa Maria di Canepanova e gli affreschi raffiguranti Mercurio le arti a palazzo Bellingeri e la Giustizia a palazzo Olevano, entrambi a Pavia. 
Ebbe come allievi l'incisore Francesco Londonio e probabilmente anche il pittore Anton Francesco Biondi.